# ازمیغان
اِزمیغان، روستایی است از توابع بخش مرکزی شهرستان طبس استان خراسان جنوبی ایران.

## جمعیت
این روستا در دهستان منتظریه قرار داشته و بر اساس سرشماری سال ۱۳۸۵ جمعیت آن ۱۲۳۲نفر (۶۸ خانوار) بوده‌است.

## ویژگی خاص ، کاشت برنج و خرما
این روستا به سبب برخورداری از رودخانه‌های دائمی، متفاوت از روستاهای دیگری است که در مناطق کویری به چشم می‌خورند. ازمیغان تنها جایی است که در آن می‌توانید شاهد کشت خرما و برنج در کنار یکدیگر باشید. در این روستا، دو منطقه گرم و مرطوب و گرم و خشک قرار دارد که در یکی خرما به عمل می‌آید و دیگری مناسب کاشت برنج است.

## جاذبه گردشگری ، تخت عروس
در بالادست نهر آب منتهی به این روستا قسمتی به نام تخت عروس است. این قسمت به خاطر وجود سنگ بزرگ سفیدی که در کف دره خود نمایی می‌کند، به این نام خوانده می‌شود. این سنگ بزرگ سفید در وسط رودخانه قرار دارد و به سبب آنکه از دو طرف آن آب در حال حرکت است، به مانند یک تخت به نظر می‌رسد. 
در قسمت ورودی این روستا می بایست مبلغ 30.000 تومان بابت ورود هر خودرو پرداخت نمایید .

## مزار محمد بن جعفر
در کتابی خطی پیرامون مزارات قهستان که منسوب به ابن حسام خوسفی یا شاگردان وی در قرن نهم است پیرامون این بقعه در خراسان آمده‌است:
بر اذکیا پوشیده نماند که بیشتر اولاد جعفر طیار (علیه التحیه والکرامه) در خاک خراسان بوده‌اند چه، محمدبن جعفر طیار که عم گرامی عون است در قریه‌ای از قرای طبس گیلک و مرقد منور مشهد مطهرش ظاهر و اسم آن قریه ارمغان «ازمیغان» است. در همان زمان یعنی ابتدای فتح اسلام که آن همام مقبور گشته قبه‌ای بر سر تربتش ساخته و سرش به گردون افراخته و به خط کوفی ذکر کیفیت شهادتش بر کنایه آن مرقوم گشته و اکابر و اساغر (اصاغر یا صاد ولی در اصل یاسین نوشته شده) آن بلد و بلوکاتش همواره شموع نذورات به آن آستان ملائک آشیان همی برند و به مراد می‌رسند و ساداتی که بترسایان در بیهق زمینی اند و فرزند حسن بن عون بن عبدالله جعفر که مدفون در بزناباد (قاینات) است و برادرش که مسمّی جد خود اوست در مصرخ هرات است.